# Don Burgess
Don Michael Burgess (Santa Monica (Californië), 28 mei 1956) is een Amerikaans cameraman en director of photography (DoP), die werd genomineerd voor de Academy Award en de BAFTA Award voor beste camerawerk voor de film Forrest Gump (1994), geregisseerd door Robert Zemeckis, waarmee hij regelmatig samenwerkt. Hij is afgestudeerd aan het ArtCenter College of Design in Pasadena (Californië) met een Bachelor of Fine Arts. Na zijn studie maakte Burgess eerst documentaires en werkte hij als cameraman voor commercials. Hij is sinds 1995 lid van de American Society of Cinematographers. Burgess is sinds 1982 getrouwd met Bonnie Ann Burgess. Samen hebben ze drie kinderen.

## Filmografie

### Film
| Jaar | Titel                              | Regisseur           | Opmerkingen |
| ---- | ---------------------------------- | ------------------- | --- |
| 1980 | Ruckus                             | Max Kleven          | Met Michael A. Jones |
| 1985 | Fury to Freedom                    | Erik Jacobson       | |
| 1986 | The Night Stalker                  | Don Edmonds         | |
| 1987 | Summer Camp Nightmare              | Bert L. Dragin      | |
| 1987 | Death Before Dishonor              | Terry Leonard       | |
| 1988 | World Gone Wild                    | Lee H. Katzin       | |
| 1989 | Under the Boardwalk                | Fritz Kiersch       | |
| 1989 | Blind Fury                         | Phillip Noyce       | |
| 1992 | Mo' Money                          | Peter MacDonald     | |
| 1993 | Josh and S.A.M.                    | Billy Weber         | |
| 1994 | Forrest Gump                       | Robert Zemeckis     | Nominatie: Academy Award voor beste camerawerk Nominatie: BAFTA Award voor beste camerawerk Nominatie: A.S.C. Award for Outstanding Achievement in Cinematography in Theatrical Releases |
| 1994 | Richie Rich                        | Donald Petrie       | |
| 1995 | Forget Paris                       | Billy Crystal       | |
| 1996 | The Evening Star                   | Robert Harling      | |
| 1997 | Contact                            | Robert Zemeckis     | Nominatie: Satellite Award voor beste cinematografie |
| 2000 | What Lies Beneath                  | Robert Zemeckis     | |
| 2000 | Cast Away                          | Robert Zemeckis     | |
| 2002 | Spider-Man                         | Sam Raimi           | |
| 2003 | Terminator 3: Rise of the Machines | Jonathan Mostow     | |
| 2003 | Radio                              | Michael Tollin      | |
| 2004 | 13 Going on 30                     | Gary Winick         | |
| 2004 | The Polar Express                  | Robert Zemeckis     | |
| 2004 | Christmas with the Kranks          | Joe Roth            | |
| 2006 | Eight Below                        | Frank Marshall      | |
| 2006 | My Super Ex-Girlfriend             | Ivan Reitman        | |
| 2007 | Enchanted                          | Kevin Lima          | |
| 2008 | Fool's Gold                        | Andy Tennant        | |
| 2009 | Aliens in the Attic                | John Schultz        | |
| 2010 | The Book of Eli                    | Hughes brothers     | |
| 2011 | Source Code                        | Duncan Jones        | |
| 2011 | Priest                             | Scott Stewart       | |
| 2011 | The Muppets                        | James Bobin         | |
| 2012 | Flight                             | Robert Zemeckis     | |
| 2013 | 42                                 | Brian Helgeland     | |
| 2014 | Muppets Most Wanted                | James Bobin         | |
| 2016 | The Conjuring 2                    | James Wan           | |
| 2016 | Allied                             | Robert Zemeckis     | |
| 2016 | Monster Trucks                     | Chris Wedge         | |
| 2017 | Same Kind of Different as Me       | Michael Carney      | |
| 2017 | Wonder                             | Stephen Chbosky     | |
| 2018 | The Christmas Chronicles           | Clay Kaytis         | |
| 2018 | Aquaman                            | James Wan           | |
| 2019 | Sextuplets                         | Michael Tiddes      | |
| 2020 | The Witches                        | Robert Zemeckis     | |
| 2020 | The Christmas Chronicles 2         | Chris Columbus      | |
| 2024 | A Family Affair                    | Richard LaGravenese | |

### Televisie
| Jaar | Titel                                | Regisseur       | Opmerkingen                                                                                                |
| ---- | ------------------------------------ | --------------- | --- |
| 1988 | Too Young the Hero                   | Buzz Kulik      | Televisiefilm                                                                                              |
| 1989 | Breaking point                       | Peter Markle    | Televisiefilm                                                                                              |
| 1990 | The Court-Martial of Jackie Robinson | Larry Peerce    | Televisiefilm, Nominatie: A.S.C. Award for Outstanding Achievement in Cinematography in Movies of the Week |
| 1991 | Tales from the Crypt                 | Robert Zemeckis | Aflevering "And All Through the House"                                                                     |
| 1992 | Two-Fisted Tales                     | Robert Zemeckis | Televisiefilm, Segment "Yellow"                                                                            |
| 1993 | Space Rangers                        | Mikael Salomon  | Aflevering "Fort Hope"                                                                                     |

### Computerspel
| Jaar | Titel      | Regisseur   | Opmerkingen                       |
| ---- | ---------- | ----------- | --------------------------------- |
| 1992 | Night Trap | James Riley | Interactieve film Gefilmd in 1987 |